# مادر (فیلم ۲۰۱۳)
مادر (انگلیسی: Mai) فیلمی هندی است که در سال ۲۰۱۳ منتشر شد. از بازیگران آن می‌توان به آشا بهوسله و پادمینی کولاپوری اشاره کرد.